# Rečica ob Paki
Rečica ob Paki je naselje u slovenskoj Općini Šmartnom ob Paki. Rečica ob Paki se nalazi u pokrajini Štajerskoj i statističkoj regiji Savinjskoj. 

## Stanovništvo
Prema popisu stanovništva iz 2002. godine naselje je imalo 393 stanovnika.